# Línea 1 (Metro de Granada)
La Línea 1 del metro de Granada es una línea de metro ligero perteneciente al metro de Granada que atraviesa la ciudad de manera transversal y la conecta con los municipios de Armilla, Maracena y Albolote. Tiene una longitud total de 15 923 metros y 26 estaciones (645 m entre paradas de media).
En el año 2019 recibió un total de 11,7 millones de pasajeros lo que supone un aumento del 15 % respecto al ejercicio anterior. El recorrido se reparte entre 4 municipios, quedando el 63% del trazado en Granada, el 16% en Armilla, el 11% en Maracena y el 10% en Albolote.

## Historia
La línea 1 es actualmente la única del sistema. El proyecto surgió por primera vez en 1998, cuando el Ayuntamiento de Granada y la Junta de Andalucía presentaron una línea con un trazado muy similar al que finalmente se llevó a cabo, pero que finalizaba en el por entonces futuro Parque Tecnológico de Ciencias de la Salud. En 2004 se llevó a cabo un estudio informativo en el que se plantearon hasta cuatro propuestas diferentes sobre el trazado que debía realizar dicha línea. 
Un año después, en enero de 2005, se definió definitivamente el trazado de una gran línea que atravesaría la ciudad a través de Camino de Ronda. El trazado se hizo tratando de abarcar puntos de alta afluencia ciudadana, como la Estación de autobuses, la Estación de Ferrocarril, el Campus Universitario de Fuentenueva, los principales hospitales de la capital, así como el estadio deportivo Nuevo Los Cármenes. También se contemplaba que el trazado llegase a los municipios de Albolote, Maracena y Armilla.

### Construcción
Las obras de la línea 1 comenzaron en un acto conmemorativo con la puesta de la primera piedra el 20 de agosto de 2007 en el municipio de Maracena. En aquel entonces se calculaba que los trabajos estarían terminados para el año 2010.
Sin embargo, para este año las obras apenas habían comenzado en la mayoría del trazado. Las actuaciones en Camino de Ronda, que conllevaban el levantamiento completo del suelo a lo largo de la avenida, se llegaron a alargar durante más de siete años. Dicha situación provocó una importante caída del comercio en la zona, impulsando el cierre de un importante número de negocios. Esto se unió a múltiples problemas de financiación asociado a un aumento de los costes previstos, lo que provocó la paralización de las obras durante la mayor parte del año 2011. 
También aumentó considerablemente los costes el hallazgo de restos arqueológicos correspondientes a una naumaquia almohade del siglo XIII durante la construcción de la Estación Alcázar Genil, lo cual obligó a replantear el proyecto de la estación para integrar dichos restos en su arquitectura. La situación no se desbloqueó hasta febrero de 2012, cuando la Junta de Andalucía suscribió una línea de crédito de 130 millones de euros con el Banco Europeo de Inversiones con el fin de que se pudiesen retomar las obras lo antes posible.
Para la primavera de 2014, las vías estaban completamente construidas a excepción de un tramo de 300 metros en los que el trazado de la línea transcurría por la Estación de Ferrocarril de Granada. Al ser los terrenos de la estación propiedad de Adif, se requería de la autorización del ente estatal para que las maquinarias de Metro de Granada pudiesen entrar a ejecutar las obras. Dicha autorización, a pesar de que ya se había pactado cuando se definió el proyecto, se dilató durante meses, lo cual provocó acusaciones cruzadas entre el gobierno andaluz y el central por la responsabilidad de los retrasos.
El 8 de junio de 2016 se llevó a cabo la última soldadura de la vía junto a Estación Ferrocarril, en una ceremonia a la que acudieron diversas personalidades políticas del gobierno andaluz y el ayuntamiento. Así, tras más de diez años quedaban unidos de forma definitiva los 16 kilómetros que constituyen el trazado de la línea del metro de Granada. La Junta de Andalucía fijó entonces el mes de diciembre de 2016 como fecha de la inauguración, retrasándose con posterioridad a marzo de 2017.

### Inauguración
A partir de marzo de 2017 dieron comienzo las pruebas de simulación de servicio comercial sin pasajeros. Por aquel entonces, el gobierno andaluz concretaba como fecha de apertura el 31 de mayo de 2017. Sin embargo, se produzco un nuevo incumplimiento: El 26 de mayo el Consejero de Fomento retrasaba la apertura para mediados de julio, justificándose en las numerosas incidencias de ocupación de vía que estaba sufriendo el ferrocarril durante sus pruebas y que impedían que alcanzara una velocidad comercial aceptable.
Las pruebas se alargaron hasta siete meses, tras varios anuncios en los que se intentó poner fecha a su apertura, pero que finalmente se descartaban argumentando que aún no se había llegado a una calidad del servicio mínima. El 18 de septiembre de 2017, el gobierno autonómico anunciaba finalmente la apertura oficial de la línea 1 para tres días después: El 21 de septiembre de 2017 el metro de Granada quedaba finalmente inaugurado tras más de doce años desde su planteamiento.

## Características generales

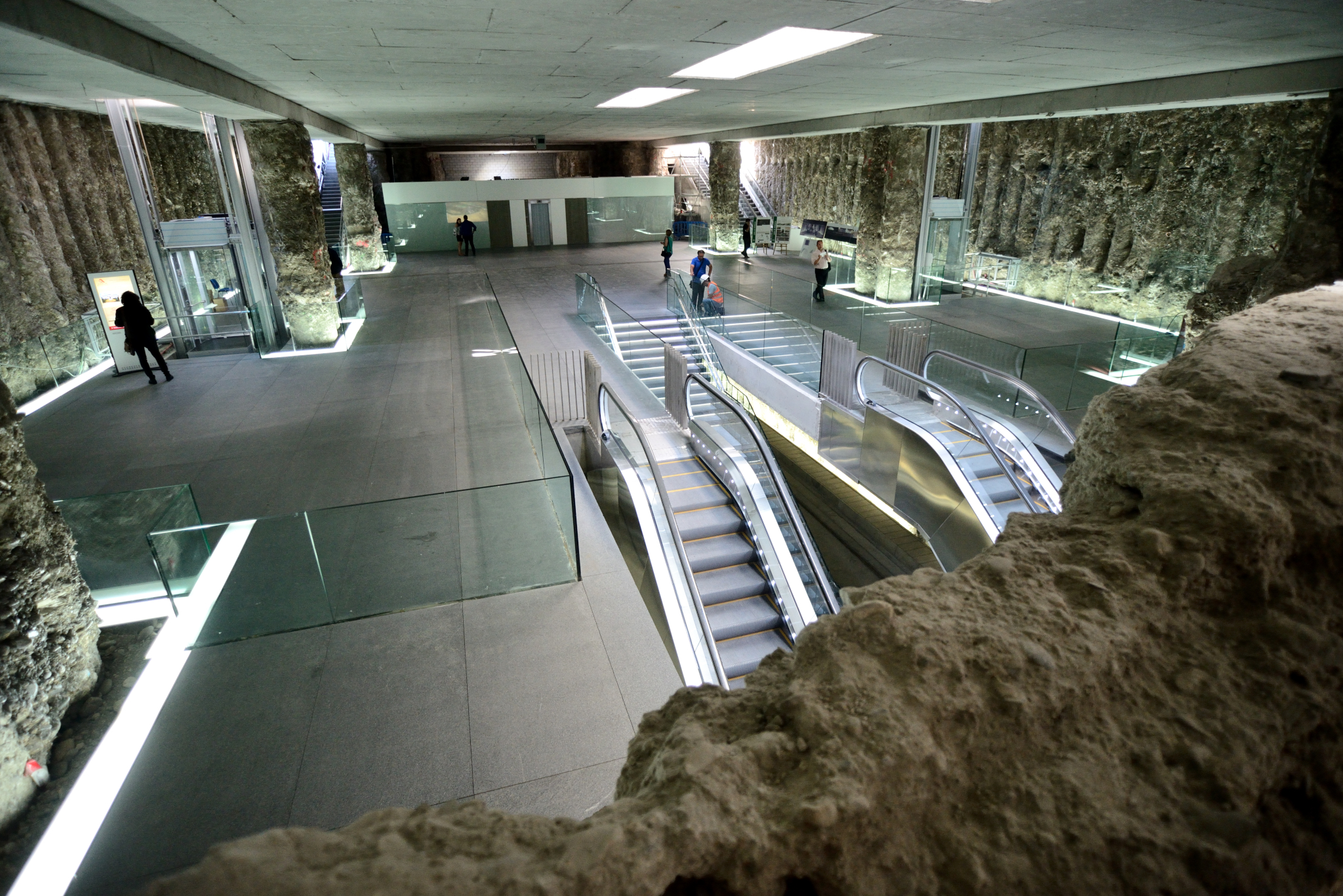
Vestíbulo de la estación Alcázar Genil.

La línea 1 constituye actualmente la única en servicio del sistema de Metro de Granada. El trazado es íntegramente de doble vía salvo un pequeño tramo de 730 metros en el municipio de Armilla, donde debido a la disposición urbana se dispuso en vía única. El ancho de vía es de 1.435 mm (ancho internacional). Tiene una longitud de 15 923 metros y 26 estaciones (645 m entre paradas de media). Sus previsiones en volumen de viajeros son de 12 millones de pasajeros al año (unos 47 000 diariamente). 
La línea, de disposición mixta, consta tanto de tramos soterrados como en superficie. En estos últimos la infraestructura se encuentra integrada con el paisaje urbano de la ciudad. Las vías se encuentran dispuestas en una plataforma segregada, ornamentada en adoquines o césped artificial. Los 57 puntos en los que el trazado intersecciona con el resto de vehículos o peatones se resuelven mediante regulación semafórica con prioridad para el ferrocarril.

### Estaciones

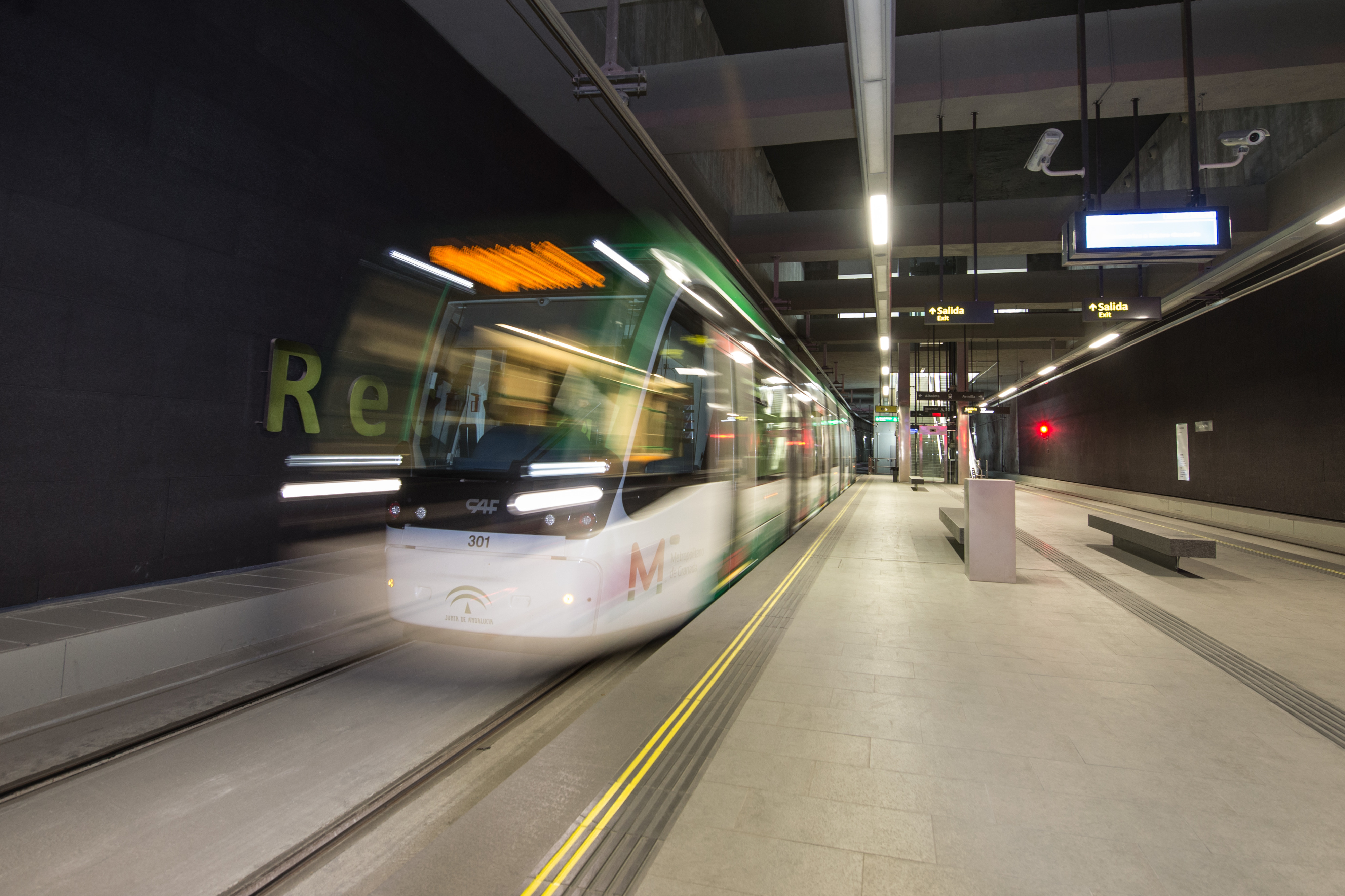
Andenes de la línea 1 en la estación de Recogidas.

La línea 1 del metro de Granada cuenta con 26 estaciones, de las cuales tres están soterradas y veintitrés están dispuestas en superficie. Estas últimas están dispuestas a nivel urbano en forma de marquesinas. La totalidad de la línea es accesible a personas con movilidad reducida. Todas las estaciones están dispuestas con andenes laterales salvo Albolote, Méndez Núñez, Recogidas, Alcázar Genil y Armilla, que cuentan con andén central.
La mayor parte de las paradas (18) se encuentran en el término municipal de Granada. En el municipio de Albolote recaen dos; mientras que Maracena y Armilla cuentan con tres.
El diseño de las estaciones es unificado y uniforme, en el que destaca el uso del cristal y los elementos metálicos en acero inoxidable. Las soterradas comparten unos ejes arquitectónicos similares, todos ellos a imagen de la Estación Alcázar Genil, la primera en construirse y obra del célebre arquitecto Antonio Jiménez Torrecillas. Las marquesinas de las que están en superficie también se diseñaron siguiendo una estética inspirada en las líneas de esta.

### Intermodalidad

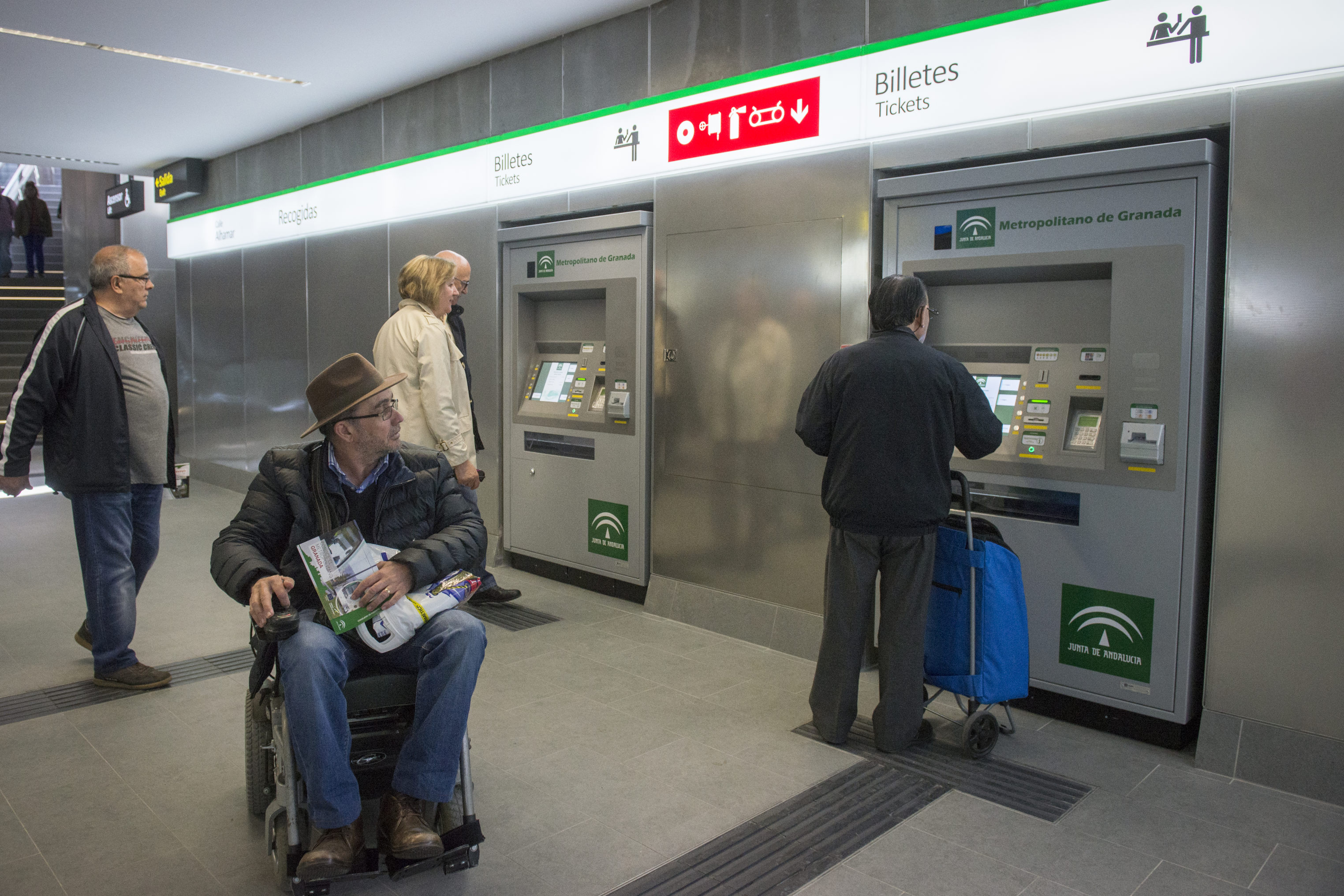
Máquinas de venta de billetes en el vestíbulo de la Estación de Recogidas.

El trazado de la línea 1 se diseñó para favorecer la intermodalidad con los puntos de conexión de larga distancia de la ciudad: Así, la línea cuenta con dos intercambiadoees en la estación de autobuses y la estación de ferrocarril. En este último caso el metro se integró dentro de los terrenos de la propia estación, para lo cual fue necesario modificar la playa de vías de Adif que ocupaba hasta entonces ese terreno. 
De igual manera, la mayoría de las estaciones están dispuestas en forma de intercambiador con las líneas de bus urbano de Granada y de bus interurbano del Consorcio de Transportes de Granada.
Otro de sus objetivos es conectar el centro y el área metropolitana con los principales puntos de ocio, trabajo e interés ciudadano de Granada: Así, la línea cuenta con estaciones específicas para dar servicio al Campus de Fuentenueva y al Campus de la Salud de la Universidad de Granada, con las estaciones de Universidad y Dílar respectivamente. 
El metropolitano también ofrece correspondencia con el Polígono Industrial de Juncaril, el Parque Tecnológico de Ciencias de la Salud, el estadio Nuevo Los Cármenes, el Palacio de los Deportes o los dos principales hospitales en las estaciones de Caleta y Parque Tecnológico respectivamente.

### Parque móvil

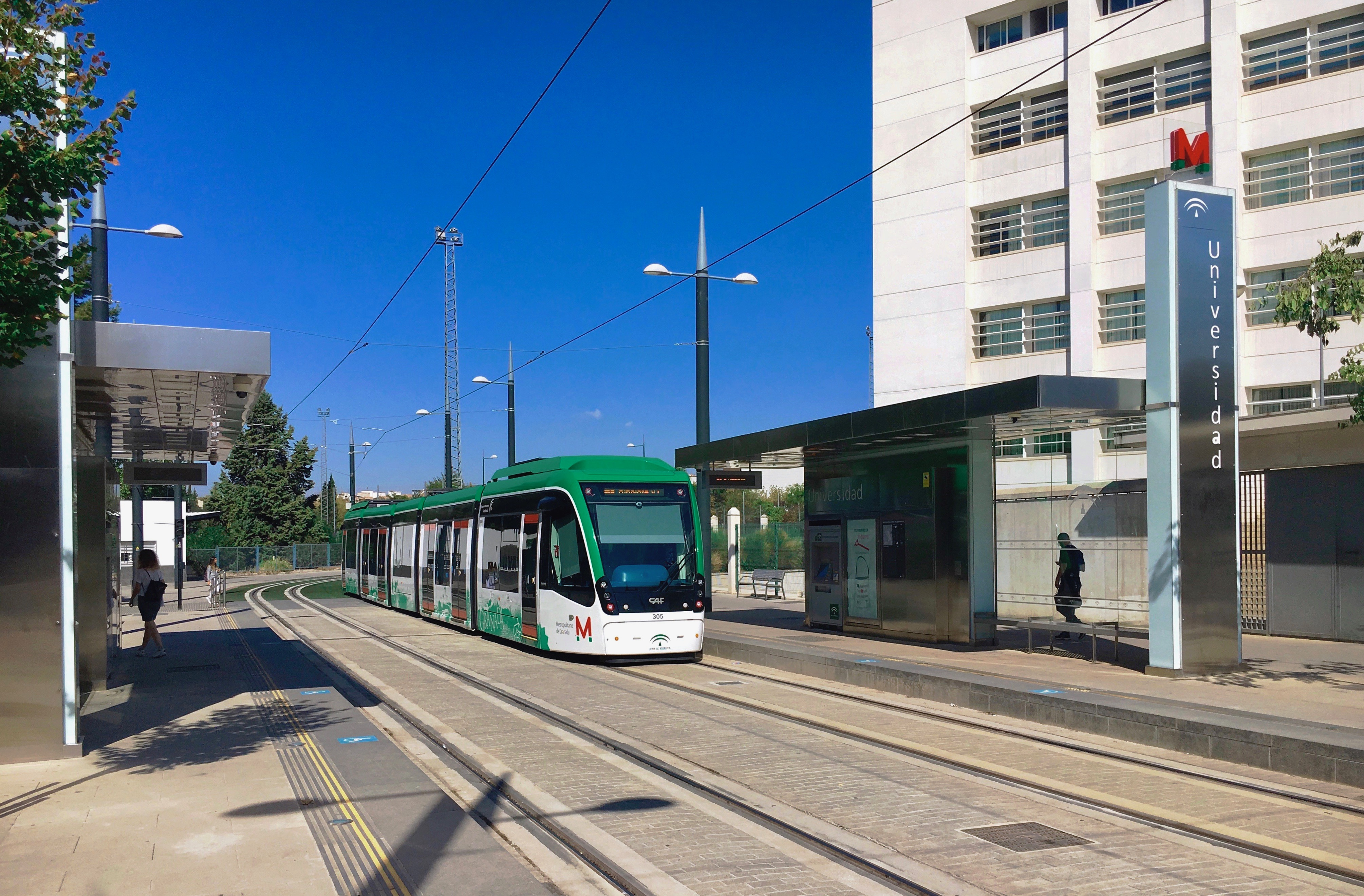
Una unidad Urbos III del Metro de Granada a su paso por el campus de Fuentenueva de la Universidad de Granada.

A la línea 1 del Metro de Granada dan servicio 15 unidades de tren ligero del modelo Urbos 3, fabricados por CAF. Estos disponen de cinco módulos con una longitud total de 32 metros y capacidad para 200 pasajeros cada uno. El interior de los ferrocarriles es de piso bajo, con entradas accesibles a personas con movilidad reducida, carritos de bebé y bicicletas. Las cabinas montan a bordo un sistema para modificar la posición de las agujas y poder crear itinerarios desde la cabina de conducción. Además, incluyen freno dinámico con recuperación de energía a la red.
Desde los planteamientos iniciales, los responsables de llevar a cabo el proyecto del Metro de Granada mostraron la intención de que el ferrocarril pudiese circular sin necesidad de hilo de contacto en algunos tramos, con el fin de salvaguardar el entorno urbano en zonas históricas o de alto valor paisajístico. 
Finalmente se seleccionó para ello un sistema similar al utilizado en el Metrocentro de Sevilla denominado ACR por el cual el ferrocarril utiliza ultracondensadores para acumular en ellos la energía necesaria que utiliza en los tramos sin catenaria.

## Futuras ampliaciones
En la actualidad existen dos ampliaciones programadas para la línea 1 del metro de Granada por sus terminales norte y sur. En el año 2019, la Junta de Andalucía aprobó el anteproyecto de sendas prolongaciones junto al estudio para la creación de una segunda línea que transcurriese por el casco central de la capital.

#### Ampliación sur
El 12 de noviembre de 2021, el gobierno autonómico aprobó la prolongación sur de la línea 1 del Metro de Granada desde Armilla hasta Churriana de la Vega y Las Gabias. El nuevo trayecto, de 6,8 kilómetros, supondrá una inversión de 68 millones de euros, que serán financiados parcialmente por fondos Next Generation EU de la Unión Europea, tras ser seleccionado el proyecto como elegible para ellos.
De las dos prolongaciones previstas, será la primera en ejecutarse. En la actualidad ya se encuentra redactado tanto su estudio informativo como el proyecto de construcción. Está previsto que la licitación de las obras se lleve a cabo a finales de 2022. Las obras comenzarían en primavera de 2023 y su finalización está prevista para el año 2026.

Trazado y estaciones de la ampliación sur desde Armilla hasta los municipios de Churriana de la Vega y Las Gabias.

El trazado partirá de la Estación de Armilla, desde donde continuará por la Avenida de Poniente hasta la carretera autonómica A-338 en dirección Churriana de la Vega. Ya en el término municipal churrianero se encontrará la nueva estación de San Cayetano. A continuación, el trazado girará entrará en la zona urbana del municipio, por la calle San Ramón.
A lo largo de esta avenida se encontrarán tres estaciones, denominadas provisionalmente San Ramón 1, San Ramón 2 y San Ramón 3. A continuación, el metro realizará un giro a la izquierda, entrando en la carretera GR-3303 en dirección a Las Gabias, donde se localizará la estación de La Gloria. 
El recorrido finalizará con una última estación en el centro urbano de Gabia Grande, en la Calle de la Estación de Tranvías, por la que antaño circulaba el antiguo Tranvía de Granada.

#### Ampliación norte
El 20 de junio de 2021 se aprobó la adjudicación del estudio informativo para la ampliación de la por su terminal norte hasta Atarfe, que fue presentado en diciembre del mismo año, definiendo el recorrido con seis nuevas estaciones. El gobierno andaluz espera que su financiación  pueda optar al Programa Operativo Feder 2021-2027.

Trazado y estaciones de la ampliación norte desde Albolote hasta el municipio de Atarfe.

El trazado de esta prolongación parte de la actual Estación de Albolote en la avenida Jaboco Camarero hacia la avenida Reyes Católicos. Desde allí, saldría del municipio en paralelo a la carretera GR-3417, pasando por Ronda Lindaraja y la Avenida Circunvalación hasta llegar a la calle Castillo de Moclín para seguir por Avenida de América y llegar al centro urbano de Atarfe.
Aunque no forma parte del proyecto inicial, el gobierno también se ha mostrado dispuesto a estudiar una eventual continuación de la línea hasta los municipios de Santa Fe y al aeropuerto, siendo esta una petición reiterada por los alcaldes de las localidades.